# Estació de Wacquemoulin
L'estació de Wacquemoulin és una estació ferroviària situada al municipi francès de Wacquemoulin (al departament de l'Oise).
És servida pels trens del TER Picardie.
| Provinença | Estació anterior | Línia        | Estació següent     | Destinació |
| ---------- | ---------------- | ------------ | ------------------- | ---------- |
| Amiens     | Tricot           | TER Picardie | Estrées-Saint-Denis | Compiègne  |